# Fataluku-Oirata jezici
Fataluku-Oirata jezici, malena skupina transnovogvinejskih jezika koja čini ogranak šire skupine istočnotimorskih jezika. Njima govori nešto preko 30.000 ljudi na području oko Los Palosa na Istočnom Timoru i oko 1.000 na jugoistoku otoka Kisar u južnim Molucima. Istočnotimorsku skupinu čini zajedno s jezikom makasae [mkz].
Predstavnici su 
- fataluku ili Dagada [ddg] 30.000 (1989)
- oirata ili Maaro [oia] 1.220 (1987 SIL).[1]

Po starijoj klasifikaciji jezici fataluku i oirata činili su zasebne podskupine timorsko-alorsko-pantarskih jezika